# Ferdinando Scarfiotti
Pour les articles homonymes, voir Scarfiotti.
Ferdinando "Nando" Scarfiotti est un directeur artistique et un décorateur de théâtre italien né le 6 mars 1941 à Potenza Picena (Marches, Italie) et mort le 30 avril 1994 à Los Angeles (Californie).

## Biographie
Ferdinando Scarfiotti étudie l'architecture à l'Université de Rome « La Sapienza ». Au milieu des années 1960, Luchino Visconti, un ami de sa famille, le pousse à s'intéresser aux décors de théâtre,. Il commence cette collaboration en 1963 lors de la production de La traviata lors du Festival de Spolète. Il interviendra par la suite lors de représentations à La Scala de Milan, à la Royal Opera House de Londres, au Staatsoper de Vienne...
Puis au début des années 1970, il commence à travailler pour le cinéma, sur le film de Bernardo Bertolucci Le Conformiste, une collaboration qui le fera connaître internationalement,,.

## Théâtre (sélection)
source principale : musiculturaonline (Cf. infra)
- 1963 : La traviata de Giuseppe Verdi, mise en scène de Luchino Visconti
- 1965 : La Cerisaie d'Anton Tchekhov, mise en scène de Luchino Visconti
- 1965 : La Gouvernante de Vitaliano Brancati, mise en scène de Giuseppe Patroni Griffi
- 1966 : Vêtir ceux qui sont nus de Luigi Pirandello, mise en scène de Giuseppe Patroni Griffi
- 1966 : Falstaff de Giuseppe Verdi, mise en scène de Giuseppe Patroni Griffi
- 1967 : Egmont de Johann Wolfgang von Goethe, mise en scène de Luchino Visconti
- 1969 : Victor ou les Enfants au pouvoir de Roger Vitrac, mise en scène de Giuseppe Patroni Griffi
- 1969 : L'inserzione de Natalia Ginzburg, mise en scène de Luchino Visconti
- 1969 : Simon Boccanegra de Giuseppe Verdi, mise en scène de Luchino Visconti
- 1978 : Il valzer dei cani de Leonid Andreïev, mise en scène de Giuseppe Patroni Griffi

## Filmographie (sélection)
- 1970 : Le Conformiste (il Conformista) de Bernardo Bertolucci
- 1971 : Mort à Venise (Morte a Venezia) de Luchino Visconti
- 1972 : Le Dernier Tango à Paris (Ultimo tango a Parigi) de Bernardo Bertolucci
- 1972 : Avanti! de Billy Wilder
- 1974 : Daisy Miller de Peter Bogdanovich
- 1976 : Barocco d'André Téchiné
- 1980 : American Gigolo de Paul Schrader
- 1982 : La Féline (Cat People) de Paul Schrader
- 1983 : Scarface de Brian De Palma
- 1987 : Le Dernier Empereur (L'ultimo imperatore) de Bernardo Bertolucci
- 1990 : Un thé au Sahara (The Sheltering Sky) de Bernardo Bertolucci
- 1992 : Toys de Barry Levinson
- 1994 : Rendez-vous avec le destin (Love Affair) de Glenn Gordon Caron

## Distinctions

### Récompenses
- BAFTA 1972 : British Academy Film Award des meilleurs décors pour Mort à Venise
- Oscars 1988 : Oscar des meilleurs décors pour Le Dernier Empereur
- David di Donatello 1988 : David di Donatello du meilleur décorateur pour Le Dernier Empereur

### Nominations
- César 1977 : César des meilleurs décors pour Barocco
- Oscars 1993 : Oscar des meilleurs décors pour Toys
- BAFTA 1989 : British Academy Film Award des meilleurs décors pour Le Dernier Empereur